# Промислова революція у США
Промислова революція у США — перехід від ручного, ремісничо-мануфактурного до великого машинного фабрично-заводського виробництва у США.

## Передумови
Поява у Північній Америці сильної самостійної держави створила сприятливі умови для економічного зростання. Промисловий переворот розпочався у північних штатах в останньому десятилітті XVIII ст. Його особливість полягає у відсутності тих докапіталістичних пережитків, які мали місце у країнах Західної Європи, цехових порядків зокрема. Здійсненню промислового перевороту сприяло вигідне територіально-географічне розташування країни. Створення незалежної держави давало змогу американцям відмежуватися від боротьби Англії та Франції за гегемонію у Європі. Більше того, період наполеонівських воєн став «золотим віком» американської торгівлі. Посередництво у торгівлі зброєю, боєприпасами і т. ін. приносило великі прибутки. Почали розвиватися американські міста — важливі торговельні центри. П'ятий за чергою президент США, Джеймс Монро, у славетному маніфесті від 2 грудня 1823 р. заявив, що Сполучені Штати не допустять, аби європейські країни втручалися у внутрішні справи американців.

Америка для американців! — гасло, висунуте Дж. Монро, яким американці керуються до сьогоднішніх днів.

Доктрина Монро сприяла консолідації американської нації, її збагаченню, примусила світ рахуватися з її інтересами.
Важливу роль у здійсненні промислового перевороту відіграє демографічний фактор. Жодна країна світу не знала таких темпів росту населення. До середини XIX ст. кількість жителів США збільшилася у 4,5 раза, в основному за рахунок переселенців із Європи — людей підприємливих, енергійних, які в першу чергу спричинили економічний поступ США.

## Промислова революція

### Текстильна промисловість
Перші прядильні машини у США з'явилися в кінці 1780-х років. Вони були завезені з Англії, незважаючи на заборону вивозу машин і технічних інновацій з боку англійського уряду. Перші парові машини з'явилися в останньому десятилітті XVIII ст. На початковому етапі промислового перевороту вони використовувалися слабо. Більшість текстильних фабрик працювали на енергії води. Саме наявністю дешевої енергії водяних двигунів пояснюється запізніле впровадження парових машин. Промисловий переворот у США відбувався за рахунок європейської робочої сили, інтелекту і капіталів. У цьому теж одна із його особливостей. Однак в американській промисловості з великим успіхом застосовувалися власні оригінальні винаходи — циліндр для механічної набивки тканин тощо. У 1807 р. на р. Гудзон з'явився колісний пароплав, збудований Р. Фултоном, швидкими темпами прокладалися канали, які мали велике господарське значення. Прискорено розвивалася текстильна фабрична промисловість, яка в середині XIX ст. за обсягом виробництва поступалася лише англійській.

### Транспорт
Проте найбільших успіхів США досягли у будівництві залізниць та використанні паровозів. За два десятиліття (1830—1850) довжина залізниць зросла у 300 разів.
Розвиток залізничного будівництва сприяв прискореному росту металургії, добувної та машинобудівної галузей промисловості. У 1840-х роках широко застосовуються пудлінгові печі. Виробництво чавуну в 1830—1850 рр. зростає у три рази.
Спочатку машинобудування розвивалося повільними темпами. На початку XIX ст. американська промисловість працювала в основному на англійських машинах. Проте в середині XIX ст. у США вже існували власні машинобудівні заводи. Особливо швидко розвивалося сільськогосподарське машинобудування. У цей же час активно впроваджуються в життя оригінальні досягнення американської інженерно-технічної думки. Серед найвидатніших винаходів того часу були швейна машина Зінгера, ротаційна типографська машина, телеграф Морзе, револьверний, шліфувальний, фрезерний верстати, косарка Мак-Корміка, комбінована молотилка-віялка Хейрема та багато інших.

## Громадянська війна
Незважаючи на високі темпи промислового розвитку в першій половині XIX ст., США залишалися в основному аграрною країною, промисловий переворот завершився лише на Півночі. Розвиток промисловості гальмували південні штати, в яких панувало рабовласницьке плантаційне господарство. Рабовласництво було основною перепоною на шляху розширення внутрішнього ринку — ринку товарів і робочої сили, освоєння земель Заходу, інтенсивного розвитку сільського господарства.
Суперечності між північними і південними штатами викликали Громадянську війну в США (1861—1865 рр.). Війна закінчилася перемогою Півночі. Важливими її наслідками було скасування рабства, ліквідація політичної та економічної роз'єднаності США, остаточне завершення промислового перевороту.
Ліквідація рабства в ході Громадянської війни, Акт про гомстеди (поселення), прийнятий у 1862 р., активізували зростання аграрного сектора економіки. Гомстед-акт давав право кожному громадянину США після сплати 10 доларів реєстраційного збору отримати 160 акрів землі, що ставали власністю після п'яти років проживання на ній, обробітку та забудови.
Сільське господарство США мало товарний характер і розвивалося на основі індустріалізації, що забезпечило його переваги в світовому сільськогосподарському виробництві. США стали одними з головних експортерів збіжжя і м'яса на світовий ринок. З 1862 по 1901 р. експорт пшениці збільшився майже у 5 разів, кукурудзи — в 16. Це призвело до європейської аграрної кризи 1875—1896 рр., коли ціни на пшеницю впали майже вдвічі. Завоювання зовнішнього ринку було зумовлено тим, що американський фермер обробляв землю, вільну від ренти, тоді як європейські селяни і фермери були змушені платити значні рентні платежі. На початок XX ст. колонізація вільних земель завершилася. Ціни на землю зросли, США в конкурентній боротьбі втратили переваги і, як наслідок, американський експорт значно скоротився.